# Wayne Julies
Wayne Julies (Paarl, 23 ottobre 1978) è un rugbista a 15 sudafricano, tre quarti centro, campione del mondo nel 2007 con gli Springbok.

## Biografia
Iniziò la sua carriera sportiva nei Boland Cavaliers in Currie Cup e, nel 1999, esordì in Nazionale nel corso della Coppa del Mondo nel Regno Unito, in un incontro a Edimburgo contro la Spagna.
In Super Rugby dal 2002 nelle file degli Stormers, passò poi ai Lions e, nel 2007, ai Bulls, formazione con cui si laureò volte campione SANZAR in due edizioni di Super Rugby (2007 e 2009).
Fu presente anche alla Coppa del Mondo di rugby 2007 in Francia, nella quale si laureò campione del mondo e nel corso della quale disputò il suo ultimo incontro internazionale, a Lens contro Tonga.
Dal 2009 milita in Francia nella formazione di seconda divisione dell'Aix-en-Provence.

## Palmarès
- Coppe del mondo: 1
Sudafrica: 2007
- Super Rugby: 2
Bulls: 2007, 2009